# Cone Nunatak
Cone Nunatak är en nunatak i Antarktis. Den ligger i Västantarktis. Argentina, Chile och Storbritannien gör anspråk på området. Toppen på Cone Nunatak är 350 meter över havet.
Terrängen runt Cone Nunatak är kuperad åt nordväst, men åt sydost är den platt. Havet är nära Cone Nunatak åt sydost. Trakten är obefolkad. Det finns inga samhällen i närheten. 